# František Fiala (1895–1957)
František Fiala (21. září 1895 Praha – 20. května 1957 Praha) byl český architekt a urbanista.

## Životopis

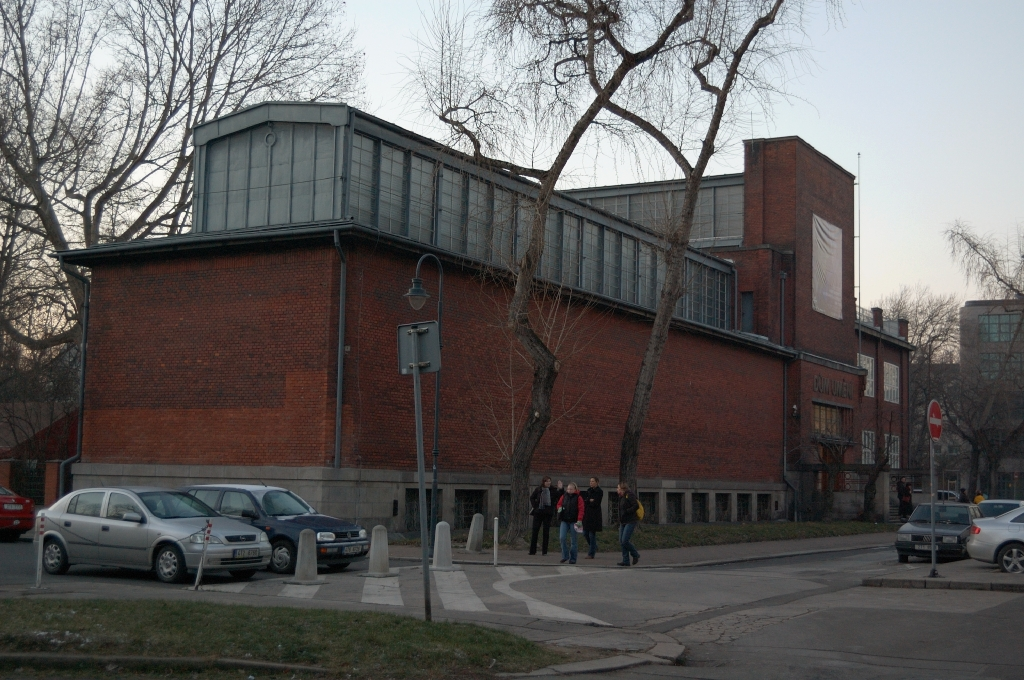
Dům umění v Ostravě

Byl synem architekta a stavitele Pražského hradu Karla Fialy. Studoval na pražském Českém učení technickém a na Akademii výtvarných umění u Jana Kotěry a 1921–1924 u Josefa Gočára.
Až do své smrti působil jako profesor urbanizmu na Českém vysokém učení technickém v Praze.

## Dílo
S architektem Vladimírem Wallenfelsem se v roce 1923 zúčastnili soutěže na ostravský pavilon (později Dům umění), v níž zvítězili. Přepracovaný projekt byl realizován – ostravský Dům umění, otevřený 1926, je důležitý příklad puristické architektury s ohlasem tvorby Jana Kotěry a holandské architektury té doby. Obojí patrné v uplatnění režného zdiva a v oproštěných formách s decentním uplatněním dekoru.
V Ostravě se podílel na bytové výstavbě.
- dvoupatrové domy pro 12 rodin v Mariánských Horách v kolonii U Kostela (1940–1941)[3]
- Jednopatrový úřednický dům a 2 dvoupatrové úřednické domy v úřednické kolonii Ludvík (1938) v Radvanicích[4]

Posléze se věnoval především zdravotnickým stavbám:
- Ústav pro nemocné tuberkulózou v Kostelci nad Černými lesy (1926)[5]
- Návrh krematoria v Praze (1927) – vypracoval spolu s Adolfem Benšem (1894–1982)[5]
- Sanatorium ve Vlašimi (1936)
- Infekční pavilon nemocnice v Pelhřimově (1936–1938)
- Kolonie domků státních zaměstnanců v Podkarpatské Rusi (ve Vereckách, Svaljavě, Velké Berezné)[5]

## Publikace
- O průmyslových stavbách na Ostravsku, zvláště v letech 1926 – 1936,
- In: Technická práce na Ostravsku 1926 – 1936
- Moravská Ostrava 1936[6]